# オールモスト・マンデー
オールモスト・マンデー (almost monday）は、アメリカ合衆国カリフォルニア州サンディエゴを拠点に活動する3人組のインディー・ポップ・バンドである。
デビューEP『don't say you're ordinary』は2020年10月9日にリリースし、セカンドEP『til the end of time』を2021年7月9日にリリースした。

## 経歴
ドーソン・ドハティー（ヴォーカル）、コール・クリスビー（ギター）、ルーク・ファブリー（ベース）の3人は、サンディエゴのノース・カウンティ地区で高校時代に出会う。ファブリーとドハティーは一緒に育ち、長年の友人であり、ドハティーはサーフィンを通じてクリスビーと出会った。ドハティーとファブリーはポイント・ロマ・ナザレン大学に、クリスビーはカリフォルニア大学サンディエゴ校に進学した。彼らは当初、バンド名を「ザ・マンデーズ」にしようとしていたが、その名前が取られていたため、「Almost Monday」にした。
2019年4月22日に1stシングル「broken people」をリリースし、ビルボード・オルタナティブ・エアプレイ・チャートで27位を記録。2020年5月29日にはシングル「Come On Come On」をリリースした。デビューEP『don't say you're ordinary』は、サンディエゴ、ロサンゼルス、ブルックリンでレコーディングされ、2020年10月9日にHollywood Recordsからリリースされた。本EPは、マーク・ニーダムとサイモン・オスクロフトがプロデュースし、マーク・ニーダムがミックスを担当した。2021年1月26日に、シングル「live forever」をリリースした。2021年4月16日に、シングル「hailey beebs」をリリース。その後、セカンドEP『til the end of time』を2021年7月9日にリリースした。表題曲「til the end of time」は日本のラジオ局J-WAVEのチャート『TOKIO HOT 100』で8位を記録した。

## メンバー
- ドーソン・ドハティー（ヴォーカル）
- コール・クリスビー（ギター）
- ルーク・ファブリー（ベース）